# Alan Kernaghan
Alan Nigel Kernaghan (Otley, 1967. április 25. –) ír válogatott labdarúgó.

## Pályafutása

### Klubcsapatban
1985 és 1993 között a Middlesbroughban játszott. 1993-ban leigazolta a Manchester City, melynek 1997-ig volt a tagja, de több alkalommal is kölcsönadták: Bolton Wanderers (1994), Bradford City (1996), St. Johnstone FC (1997). 1997 és 2006 között Skóciában játszott. 1997 és 2001 között a St. Johnstone, 2001-ben a Brechin City, 2001 és 2004 között a Clyde FC, 2004-ben a Livingston FC, 2005–06-ban a Falkirk, 2006-ban pedig a Dundee játékosa volt. 

### A válogatottban
1992 és 1996 között 22 mérkőzésen szerepelt az ír válogatottban és 1 gólt szerzett. Nagyanyja által igényelhette meg az ír állampolgárságot és szerepelhetett az ír csapatban. Részt vett az 1994-es világbajnokságon.